# بني شراح (أسلم)

تعديل مصدري - تعديل

بني شراح هي إحدى قرى عزلة أسلم الوسط بمديرية أسلم التابعة لمحافظة حجة، بلغ تعداد سكانها 216 نسمة حسب تعداد اليمن لعام 2004.